# Mathias à Campo
Mathias à Campo (Hulsberg, 7 december 1807 - aldaar, 10 december 1882) was burgemeester van het Nederlandse Hulsberg van januari 1857 tot en met juli 1878. Bij Koninklijk Besluit van 31 augustus 1859 werd hij tevens benoemd tot gemeentesecretaris van Hulsberg. À Campo legde die laatste functie neer in oktober 1863. Als burgemeester werd hij opgevolgd door zijn oudste zoon Hendrikus Hubertus à Campo. 
À Campo was een zoon van Johannes Hendrikus à Campo en Catharina Geilekerken. Hij huwde op 24 april 1839 te Hulsberg met Regina Antoinetta Kissels (1817-1842). Ze kregen twee zonen.